# Саруман
Саруман или Саруман Белият е измислен герой от фантастичния роман на Дж. Р. Р. Толкин „Властелинът на пръстените“. Той е вълшебник и заедно със Гандалф, Радагаст Кафявия и Сините Вълшебници е един от петимата истари, изпратени да се противопоставят на Мрачния владетел Саурон в битката за Средната земя. Саруман е водач на Белия съвет до разкриването на предателството му, а мястото му заема Гандалф.1
Както немалко образи в творчеството на Толкин и този на Саруман е изключително комплексен. В него авторът разглежда едно от най-епичните личностни провали в историята за всевластните пръстени и борбата срещу Саурон.

## История и произход (според творчеството на Толкин
Много често в творчеството на Толкин посветено на Средната земя се срещат няколко думи или имена, определящи едно и също нещо. Това възниква съвсем естествено поради многообразието от раси и култури в разказите за Валинор и Средната земя – валари, елфи, хора, джуджета, орки и други. Тези народи си имат собствени езици, някои дори повече от един. Така думите “магьосник” и “вълшебник” са прозвища, дадени от хората на маярите, тъй като повечето от тях не знаят нищо за произхода им. Според “Айнулиндале”, маярите, един от които е Саруман, са помощници и слуги на валарите в сътворяването на Арда. Тук думата “слуга” никога не носи негативен смисъл, какъвто носи в българският език.  {{източник}}Единствената по-близка дума до английската servant може би е “служител”, но тя би била още по-неподходяща в този жанр. {{източник}} Поради липса на по-подходяща дума, преводачът на български Любомир Николов – Нарви е използвал “слуга”, а евентуалният негативен заряд на думата бързо се разсейва в хода на произведението.
 Внимание:  Текстът по-долу разкрива сюжета на произведението (или части от него)!

## Валинор
Истинското име на Саруман във Валинор е Курумо и като маяр е бил помощник и слуга на Ауле. В общи линии с това се изчерпва информацията за делата му във Валинор. В сборникът “Недовършени предания“ (Unfinished Tales) става ясно, че Курумо, както и другите четирима вълшебници (общо петима), е дошъл в Средната земя около 1000 г. от Третата епоха. Пристигането им се свързва с “пробуждането” на Саурон и желанието на валарите да помогнат на всички народи в борбата срещу надигащото се зло. На съвет, свикан от Манве по този въпрос той призовава всеки валар да назове свой помощник, когото да изпрати в Средната земя. Така всеки маяр, със своите знания и мъдрост в определена област натрупани в стотици години труд, да помогне на хора, джуджета и елфи в тежката борба срещу Саурон. Като пратеници на Валинор обаче, те трябвало да надянат човешки облик и да приемат всички трудности и предизвикателства, включително изкушенията да се отклонят от мисията си заради лични цели. Дори и в такъв облик тяхната “ангелска” същност е достатъчно условие за силата и уменията им далеч над тези на хора и елфи. Въпреки това те нямали право да използват тези сили и да налагат волята си със сила или заплаха, а само със съвети и насоки. Поставени в човешки тела и изпратени в Средната земя променя до голяма степен способностите им както и възприятието им за света.  Толкин пояснява, че в този си облик те нямат ясен спомен за произхода си и Валинор е далечна земя, копнежът по която остава в умовете и сърцата им. В този образ те е трябвало да изучат всичко за Средната земя, за нейните народи – техните силни и слаби страни, география, природа.
Макар и същества с по-нисък ранг, маярите притежават идентични характеристики с тези на валарите. Като жители на Валинор те са безсмъртни и могат свободно да избират формата си при определени условия. Тъй като валарите (ж.р. валиери) са различни в уменията и знанията си, към всеки от тях има по един или няколко слуги и помощници – маяри. Като маяр на Ауле, Курумо е посочен лично от него и изглежда е смятан за маяр с най-висок ранг и знания, които да бъдат от голяма полза в бората срещу Саурон.

## Средната земя
В глава "Истарите" в "Недовършени предания" се казва, че Курумо пристига в Средната земя заедно с Айвендил (Радагаст) и Сините вълшебници около 1000 г. от Третата епоха. 
За пръв път се появили в Средната земя около 1000 година на Третата епоха, ала дълго скитали в скромни одеяния като престарели, но крепки люде, скиталци и пътешественици, що сбирали знания за Средната земя и всички нейни обитатели, без да разкриват никому своите сили и замисли. Но когато сянката на Саурон почнала пак да се разраства и придобива форма, те станали по-активни, като непрестанно се мъчели да възпрат растежа на Сянката и да обяснят на елфи и люде каква заплаха ги дебне. Тогава сред човешкия род плъзнала на длъж и шир мълва за техните странствия и намесата им в редица дела; и проумели най-сетне хората, че те не умират, а си остават все същите (само малко по-състарени на вид) докато дедите и синовете човешки идвали и отминавали. Затуй, макар и да ги обичали, взели да се боят от тях, та сметнали, че ще да са от народа на елфите (с които наистина твърде често общували).

"Недовършени предания", Истарите
В същата глава, при пристигането си в Средната земя той е описан като човек със величав облик, гарвановочерна коса и умения в създаването на механизми. Така получава и името си в Средната земя – Саруман. Почти 2000 години по-късно, по време на войната за пръстена, образът му е значително състарен, с изцяло бели коса и брада със съвсем тънки черни кичури около устните и ушите. Като един от истарите неговата мисия в Средната земя е да помага на всички народи в борбата със Саурон. След дълги странствания из Средната земя Саруман се установява в Гондор, където прекарва дълго време в изучаване на древните ръкописи, касаещи пръстена на Саурон. Като маяр на Ауле, Саруман притежава особени способности и бързо изучава в голяма дълбочина информацията по изковаването на всевластните пръстени. Затова е смятан за най-вещ в създаването на всевластните пръстени и бързо е избран за ръководител на Белия съвет. Колкото повече знания събирал за пръстените, толкова повече се отдалечавал от задачата си, ако и да представял този интерес като част от нея. Изоставил всичко друго, Саруман успява да изиска ключовете от кулата Ортанк от наместниците на Гондор. Издигната сред планинския пръстен Исенгард в древни времена от нуменорците, кулата Ортанк била изградена от изключително здрав черен камък, неподвластен на никакви атаки. Саруман бързо съзрял тези качества на кулата и малко по малко я превърнал в непристъпна крепост, която не напускал, освен по голямо изключение.
Още докато събира информация за всевластните пръстени у Саруман се заражда желанието да открие и използва великият пръстен. От всички слабости на това маярите да обитават човешката форма, Толкин разкрива тази на изкушението от властта като най-трудна за преодоляване. Още повече, че като маяри по произход те стоят значително “по-високо“ от обикновените хора и желанието за власт над тях е почти неизбежно. Единственият пръстен е един от най-могъщите предмети, създавани в Арда след силмарилите и притежанието му е обект на желание от много страни, освен от Саурон. Както става ясно не всеки доближил се до пръстенът е бил достатъчно мъдър и с достатъчно силна воля, за да устои на желанието да го притежава и използва. Във всеки случай, хората най-трудно устояват на това желание и това е причината наместникът на Гондор – Денетор и големият му син Боромир да желаят пръстена. Желанието им има една единствена цел и тя е да използват най-могъщото оръжие на врага срещу самия него. В този сляп порив нито един от двамата не осъзнава реалната сила на пръстена, нито неговата воля, които взети заедно неизбежно ще превърнат всяка добронамерена мисъл в желание за власт и унищожение, независимо от цената й. Гандалф, Арагорн, Галадриел и не на последно място Фарамир също преминават през това изпитание на волята си и всеки от тях успява да устои по един или друг начин. Интересна подробност е, че за един от героите в книгата – Том Бомбадил, пръстенът не представлява никакъв интерес. Нещо повече – Единственият пръстен няма никаква власт над него, дори и след като Том Бомбадил го надява на пръста си. Том Бомбадил вижда Фродо, след като е надянал пръстена, докато е невидим за всички други. 
Желанието на Саруман да притежава пръстена прераства в припряно дирене, в което той хвърля огромни усилия, загърбвайки напълно задачата си в Средната земя. В Ортанк се е съхранявал един от палантирите (всевиждащи камъни), които Саруман използвал твърде наивно след като го открил из стаите на кулата. В желанието да открие информация за пръстена той попада на Саурон, който също притежава един от палантирите (по-скоро не само един). Дори и от голямо разстояние волята и силата на Саурон са били достатъчно силни, за да пречупят Саруман в този момент. В ужаса и страха си той бързо се съгласява да стане съюзник и помощник на Саурон в търсенето на пръстена. Като страхът му се поуталожил, Саруман внимателно претеглил ситуацията и осъзнал, че на този етап и без пръстена ръката на Саурон не достатъчно дълга, за да го достигне в Исенгард. Затова започнал да укрепва пръстена, който се оказал идеален за целите му. Събирането на собствена войска се оказало нелека задача и накрая Саруман бил принуден да търси съюзници сред орките и дуноземците. Това раздвижване не остава незабелязано от народите живеещи в близост до Исенгард, дори от ентите от гората Ветроклин, но никой не предполагал замислите зад тези действия. Рохиримите били твърде свободолюбив и честен народ, за да бъде подчинен в неясни замисли и Саруман не успявал да ги привлече на своя страна. Въпреки това и с помощта на Грима Змийския език, Саруман успял да постави доверен шпионин в Медуселд. Грима не само шпионирал, но и чрез Саруман оказвал пагубно влияние (макар и бавно разгърнато) върху краля на Рохан – Теоден. 
За дълго време тези му деяния останали незабелязани от Белия съвет. Почти цялото внимание било съсредоточено в опазване на тайната за пръстена и откриване на начин за унищожаването му. При едно от посещенията на Гандалф в Ортанк, той забелязва голяма промяна у Саруман, който вече не бил облечен в бяло, а в непрекъснато меняща цветовете си дреха. Въпреки съмненията си Гандалф разкрива новините за откриването на Единствения пръстен, търсейки съвет от предводителя на Белия съвет. Арогантността на Саруман и увереността му, че скоро ще открие единствения пръстен се оказват твърде прибързани и той разкрива пред Гандалф истинските си намерения. Представя себе си като Саруман Многоцветния, той предлага на Гандалф съюз, в който заедно да вземат пръстена и с негова помощ да унищожат Саурон. Съюзяването му с орките, нападенията над Рохан и това над Шлемово усое, изсичането на горите и най-вече посегателството над гората Ветроклин, показват нееднозначно силата на Единствения пръстен в покваряването на всяка добра мисъл дори още преди да е открит. Макар и късно Гандалф вижда и осъзнава в какво се е превърнал Саруман, опитва да му се противопостави, но е пленен в Ортанк.
След бягството на Гандалф, Саруман разбира че, единствената му възможност е да открие пръстена преди Саурон затова започва открита и трескава кампания по издирването му. В тази мисия неосъзнато е подпомогнат от Радагаст. Птици и зверове събират сведения и шпионират без да знаят истинската цел на действията си. Една от силите на Саруман е неговият глас, както се разкрива във “Властелинът на пръстените”, глава “Гласът на Саруман”. Тази сила е многослойна – от тембъра и мелодията му, подбор на думи и интонация, до изражението на лицето. При влизането в разрушения Исенгард, Гандалф предупреждава спътниците си да се пазят от гласа му. Изглежда, че той има особено силно влияние и власт на по-слабите духом, особено над хората, както е описано в тази част от книгата. За мъдрите, със силна воля и бърза мисъл било по-лесно да открият лъжливите и подвеждащи слова. Елфите и маярите също не биха приели лекомислено подобни думи, но за обикновения човек словата на Саруман изглеждат най-мъдри и прави. Като творение на Аулe, джуджетата имат особен статут в много отношения и няма категорично мнение за влиянието на Сарумановия глас над тях. Единствено свидетелство е Гимли, който не се поддава на думите на Саруман при срещата си с него. Огромната сила на Сарумановия глас се споменава и в “Недовършени предания” където той успява да заблуди дори предводителя на назгулите – Краля чяродей от Ангмар.
След разгрома на армията му пред Шлемово усое и разбиването на укрепения Исенгард от ентите Саруман се оказва в плен на собствената си крепост, заедно със Змийския език. След победата в Шлемово усое, военачалниците на защитата му се събират около наводнената кула Ортанк призовавайки Саруман за преговори. Макар и победен, обсаден и загубил всякакви позиции Саруман остава горделив и влага цялата си останала сила в опит да склони Гандалф към съюз. Гандалф се присмива и отнема жезъла му, оставяйки го свободен да напусне кулата. Саруман, заедно с Грима, напуска кулата, предавайки ключовете и до края на войната за пръстена съдбата му остава неизвестна. Когато Фродо, Мери, Пипин и Сам се завръщат в Графството с изненада установяват подобното на военно положение въведено в родния им край. След редица премеждия и с подкрепата на всички непокварени хобити успяват да изгонят всички натрапници, за да открият че наричаният от узорпаторите главатар Шарки е самият Саруман. За много кратко време Саруман успява да промени значително облика на цялата местност, да унищожи голяма част от природните богатства, да заграби земи и присвои големи количества стока, да въведе данъци, назначи стражи и въведе голямо количество забрани и задължителности. Въпреки всички нанесени вреди Саруман е пуснат на свобода от хобитите. Докато се разминава с Фродо той опитва да го прониже с кинжал, но кинжалът се пречупва в митрилната ризница на Фродо. Въпреки желанието на всички да го убият, Фродо настоява да го оставят да си тръгне свободен и призовава Грима да се откаже от господаря си. Смаян от тази постъпка Саруман си тръгва подритвайки Грима и разкривайки пред хобитите, че той е убиецът на Лото. Тук Грима се пречупва, напада Саруман и прерязва гърлото му. Докато Фродо успее да реагира Грима е пронизан от стрела и също пада мъртъв.  

Какво се случва след като Саруман загубва физическата си форма и облик не става ясно, но според описанието във “Властелинът на пръстените“ изглежда, че духът му е бил отхвърлен от Валинор и не му е било позволено да се завърне там.  
Той [Саруман] ритна по лицето сгърчения Змийски език, обърна се и закрачи по пътя. Но в този миг сякаш нещо се скъса. Внезапно Змийския език се надигна, измъкна скрит нож, после изръмжа като куче и се метна на гърба на Саруман, дръпна го за косата, преряза гърлото му и с писък хукна надолу из полето. Преди Фродо да намери дар-слово, звъннаха три хобитови лъка и Змийския език рухна мъртъв.
За слисване на околните, край тялото на Саруман се сгъсти сива мъгла, бавно се издигна нависоко като дим от огън и надвисна над Хълма, очертавайки бледа забулена фигура. За момент се поколеба, загледана към Запада, ала от Запада долетя хладен вятър, силуетът се прегърби и с въздишка се разсипа в пустотата.
"Властелинът на пръстените, Глава 8 Прочистването на Графството."
В творчеството на Толкин валарите и маярите и изобщо “духовете“, които могат да избират физическата си форма, наред с предимствата наследяват и недостатъците, несъвършенствата и изкушенията на тялото (формата), което си избират. Когато те се освободят от тази форма, до голяма степен духовете се отърсват и от тези допълнителни характеристики, които са придобили. Дали Саруман, след като е напуснал физическата си форма е осъзнал собствения си провал или не, обръщайки се на запад не може да се каже. 

## Адаптации
В екранизацията на Питър Джаксън, ролята на Саруман е поверена на великият британски актьор Кристофър Лий.